# Općinska B nogometna liga Ludbreg 1983./84.
"Općinska B nogometna liga Ludbreg" za sezonu 1983./84. je bila drugi stupanj općinske lige ONS Ludbreg, te liga sedmog stupnja nogometnog prvenstva Jugoslavije. 
 
Sudjelovalo je 10 klubova, a prvak je bio "Dinamo" iz Apatije.  

## Ljestvica
| mj. | klub                            | ut. | pob. | ner. | por. | gol+ | gol- | bod     |
| --- | ------------------------------- | --- | ---- | ---- | ---- | ---- | ---- | ------- |
| 1.  | Dinamo Apatija                  | 18  | 14   | 2    | 2    | 74   | 23   | 28 (-2) |
| 2.  | Razvitak Čičkovina              | 18  | 12   | 4    | 2    | 62   | 26   | 28      |
| 3.  | Proleter Mali Bukovec           | 18  | 11   | 2    | 5    | 66   | 46   | 24      |
| 4.  | Komarnica (Komarnica Ludbreška) | 18  | 9    | 4    | 5    | 57   | 26   | 22      |
| 5.  | Partizan Veliki Bukovec         | 18  | 8    | 4    | 6    | 53   | 41   | 18 (-2) |
| 6.  | Sloboda Županec                 | 18  | 6    | 3    | 9    | 31   | 47   | 15      |
| 7.  | Poljoprivednik Kapela Podravska | 18  | 5    | 4    | 9    | 40   | 50   | 14      |
| 8.  | Croatia Dubovica                | 18  | 5    | 3    | 10   | 42   | 54   | 9 (-4)  |
| 9.  | Bednja Slanje                   | 18  | 3    | 1    | 14   | 32   | 77   | 7       |
| 10. | Kalnik Čukovec                  | 18  | 2    | 3    | 13   | 24   | 71   | 5 (-2)  |

- "Dinamo" Apatija prvak zbog bolje gol-tazlike

## Rezultatska križaljka
| kratica | klub                            | BED | CRO | DIN | KAL | KOM | PAR | POLJ | PRO | RAZ | SLO |
| --- | ------------------------------- | --- | --- | --- | --- | --- | --- | ---- | --- | --- | --- |
| BED | Bednja Slanje                   |     |     |     |     |     |     |      |     |     |     |
| CRO | Croatia Dubovica                |     |     |     |     |     |     |      |     |     |     |
| DIN | Dinamo Apatija                  |     |     |     |     |     |     |      |     |     |     |
| KAL | Kalnik Čukovec                  |     |     |     |     |     |     |      |     |     |     |
| KOM | Komarnica (Komarnica Ludbreška) |     |     |     |     |     |     |      |     |     |     |
| PAR | Partizan Veliki Bukovec         |     |     |     |     |     |     |      |     |     |     |
| POLJ | Poljoprivednik Kapela Podravska |     |     |     |     |     |     |      |     |     |     |
| PRO | Proleter Mali Bukovec           |     |     |     |     |     |     |      |     |     |     |
| RAZ | Razvitak Čičkovina              |     |     |     |     |     |     |      |     |     |     |
| SLO | Sloboda Županec                 |     |     |     |     |     |     |      |     |     |     |
| |                                 |     |     |     |     |     |     |      |     |     |     |
| podebljan rezultat - utakmice od 1. do 9. kola (1. utakmica između klubova) rezultat normalne debljine - utakmice od 10. do 18. kola (2. utakmica između klubova) rezultat nakošen - nije vidljiv redoslijed odigravanja međusobnih utakmica iz dostupnih izvora rezultat smanjen * - iz dostupnih izvora nije uočljiv domaćin susreta prekrižen rezultat - poništena ili brisana utakmica p - utakmica prekinuta 3:0 p.f. / 0:3 p.f. - rezultat 3:0 bez borbe |                                 |     |     |     |     |     |     |      |     |     |     |

 Izvori: